# آبشار کی
آبشار کی (به انگلیسی: Key Falls) آبشاری است که در کارولینای شمالی، ایالات متحده آمریکا واقع شده و ارتفاع کلی ریزشگاه آن ۵۰ فوت (۱۵ متر) است.